# Доісторична планета
«Доісторична планета» (англ. Prehistoric Planet) — документальний телесеріал про динозаврів, прем'єра якого відбулася 23 травня 2022 року на стрімінговій платформі Apple TV+. Розробкою проєкту займався відділ природознавства компанії BBC, закадровий текст прочитав Девід Аттенборо, музику до серіалу написали Ганс Циммер, Кара Талве та Анже Розман. У п'ятисерійному телесеріалі динозаври були відтворені за допомогою анімації, згенерованої комп'ютером; часові рамки оповіді — пізня крейда, близько 66 млн років тому. Метою серіалу є зображення динозаврів (таких як оперені динозаври) за допомогою сучасних палеонтологічних досліджень.
«Доісторична планета» — третій документальний телесеріал BBC про динозаврів після «Прогулянок з динозаврами» 1999 року та «Планети динозаврів» 2011 року. Доісторична планета отримала визнання критиків за свої візуальні ефекти, зображення динозаврів і розповідь Аттенборо.

## Передісторія та виробництво
За словами палеонтолога і консультанта Стіва Брусатта, серіал розроблявся «за десятиліття» до виходу трейлера. 8 травня 2019 року Deadline вперше повідомила, що Apple замовила новий документальний серіал BBC Studios під назвою Prehistoric Planet, виконавчим продюсером якого стане Джон Фавро. Оригінальну музику написали Кара Талве, Анже Розман і Ганс Циммер.
Серія використовує сучасні палеонтологічні дослідження, щоб зобразити тварин крейдового періоду з науковою суворістю; наприклад, деякі види, представлені в попередніх переглядах, вкриті пір'ям, як-от молодий тиранозавр рекс. Палеозоолог Даррен Найш був провідним консультантом для зображень доісторичного життя в серіалі. Концепт-арт і дизайн істот було створено Jellyfish Pictures,, тоді як комп’ютерні зображення були розроблені MPC і мали бути фотореалістичними, як і в їхніх попередніх роботах «Книга джунглів» (2016) і «Король Лев» (2019).
Перший короткий огляд був опублікований на офіційному каналі Apple TV+ на YouTube 2 квітня 2022 року разом із трейлером, а дата ефіру першого епізоду була призначена на 23 травня. Даррен Найш ідентифікував черепашок з тизера (і в серіалі) як «морських черепах із твердим панциром». Короткий десятисекундний тизер був опублікований 19 квітня 2022 року, а наступного дня – офіційний трейлер. Другий трейлер був опублікований 19 травня 2022 року напередодні прем’єри серіалу.
Після виходу з'ясувалося, що консультантами серіалу, крім Даррена Найша, були Стівен Брусатті, Олександр Фарнсворт, Кірстен Формозо, Майкл Хабіб, Скотт Хартман, Джон Р. Хатчинсон, Люк Маскат, Пітер Скелтон, Роберт Спайсер, Пол Вальдес і Марк Віттон. Також виявилося, що Девід Кренц, директор Dinosaur Revolution, брав участь у розробці та дизайні істот.

## Епізоди
| № серії | Назва серії                  | Режисер(и)                   | Сценарист(и)  | Оригінальна дата показу |
| --- | ---------------------------- | ---------------------------- | ------------- | ----------------------- |
| 1 | «Узбережжя» «Coasts»         | Адам Вальдес                 | Пол Д. Стюарт | 23 травня 2022          |
| Тиранозавр та його дитинча перепливають через море у пошуках їжі; пташенята птерозавра Alcione elainus здійснюють свій перший політ і змушені ховатися від переслідування ніхтозавріда Barbaridactylus; вагітна Tuarangisaurus у стресі, а її дитинча захищає мати від голодного Kaikaifilu; самець мозазавра змагається за територію із молодим суперником; амоніти проводять шлюбний ритуал за допомогою біолюмінесценції. |                              |                              |               |                         |
| 2 | «Пустелі» «Deserts»          | Ендрю Р. Джонс, Адам Вальдес | Дом Вальтер   | 24 травня 2022          |
| Самці Dreadnoughtus змагаються за право спарювання; кілька монгольських динозаврів живуть у пустелі Гобі; самці Barbaridactylus показуються самкам на вершині пустельного плато; стадо Secernosaurus кидає виклик гіпсовим дюнам у пошуках їжі. |                              |                              |               |                         |
| 3 | «Свіжа вода» «Freshwater»    | Ендрю Р. Джонс               | Пол Томпсон   | 25 травня 2022          |
| Велоцираптор полюють на птерозаврів на схилі скелі біля водоспаду. Уражений битвами тиранозавр лікує свої рани й зустрічає прибульця. Deinocheirus шукає порятунку від кусаючих мух. Самка Quetzalcoatlus будує та охороняє своє гніздо. Мати Masiakasaurus і її родина полюють на крабів. Elasmosauridae входять в лиман у пошуках риби. |                              |                              |               |                         |
| 4 | «Крижані світи» «Ice Worlds» | Адам Вальдес                 | Саймон Белл   | 26 травня 2022          |
| Дромеозаври переслідують стадо гадрозаврів, коли вони перетинають замерзлу річку. Самець Ornithomimus нападає на гнізда суперників, щоб підкріпити свої власні. Olorotitan вирощують своє потомство на родючих вулканічних полях, але борються з кусаючими комарами. Троодонтиди полюють на ссавців, яких вимило лісова пожежа. Молодь Антарктопельта нишпорить ліс у пошуках нового зимового лігва. Стадо пахіринозаврів стоїть проти зграї Nanuqsaurus. |                              |                              |               |                         |
| 5 | «Ліси» «Forests»             | Ендрю Р. Джонс, Адам Вальдес | Метью Райт    | 27 травня 2022          |
| Austroposeidon лізуть на дерево, в пошуках свіжого листя. Стадо трицератопсів мандрує печерою, щоб знайти підземного глиняного лизуна. Самець Карнотавр готує сцену для екстравагантної демонстрації. Самка Qianzhousaurus використовує осінній шторм на свою користь під час полювання на Corythoraptor. Сім'я едмонтозаврів ухиляється від лісової пожежі, а атроцираптор і анкілозавр пожинають свою нагороду. Молоді теризинозаври намагаються залізти до бджолиного гнізда. Hatzegopteryx полює на Zalmoxes і патрулює густий підлісок і побите морськими бризками узбережжя. |                              |                              |               |                         |

## Критика
На сайті-агрегаторі Rotten Tomatoes рейтинг документального серіалу становить 100% на підставі 25 рецензій критиків із середньою оцінкою 8,6 із 10. Консенсус критиків вебсайту звучить так: «Поєднуючи сучасні візуальні ефекти з настільки ж захопливою розповіддю Девіда Аттенборо, Prehistoric Planet дивовижно повертає глядачів у епоху динозаврів». На Metacritic рейтинг документального серіалу становить 85 балів зі 100 можливих на підставі 8 рецензій критиків, що означає «загальне визнання».